# Monuments nationaux de Šamac
Cet article recense les monuments nationaux situés sur le territoire de la municipalité de Šamac (Bosanski Šamac) en Bosnie-Herzégovine et dans la république serbe de Bosnie. La liste établie par la Commission pour la protection des monuments nationaux compte 1 monument national inscrit sur la liste principale et 2 monuments inscrits sur une liste provisoire.

## Monuments nationaux
| Monument                                            | Localité | Géolocalisation | Datation  | Commentaire éventuel                                          | Photo |
| --------------------------------------------------- | -------- | --------------- | --------- | ------------------------------------------------------------- | ----- |
| Église de la Nativité-de-la-Mère-de-Dieu d'Obudovac | Obudovac |                 | 1864-1882 | Église orthodoxe serbe ; avec les collections et le cimetière |       |

## Liste provisoire
| Monument                          | Localité  | Géolocalisation | Datation | Commentaire éventuel | Photo |
| --------------------------------- | --------- | --------------- | -------- | -------------------- | ----- |
| Église Saint-Nicolas de Miloševac | Miloševac |                 |          |                      |       |
| Église de l'Ascension de Crkvina  | Crkvina   |                 |          |                      |       |